# David Bruckner

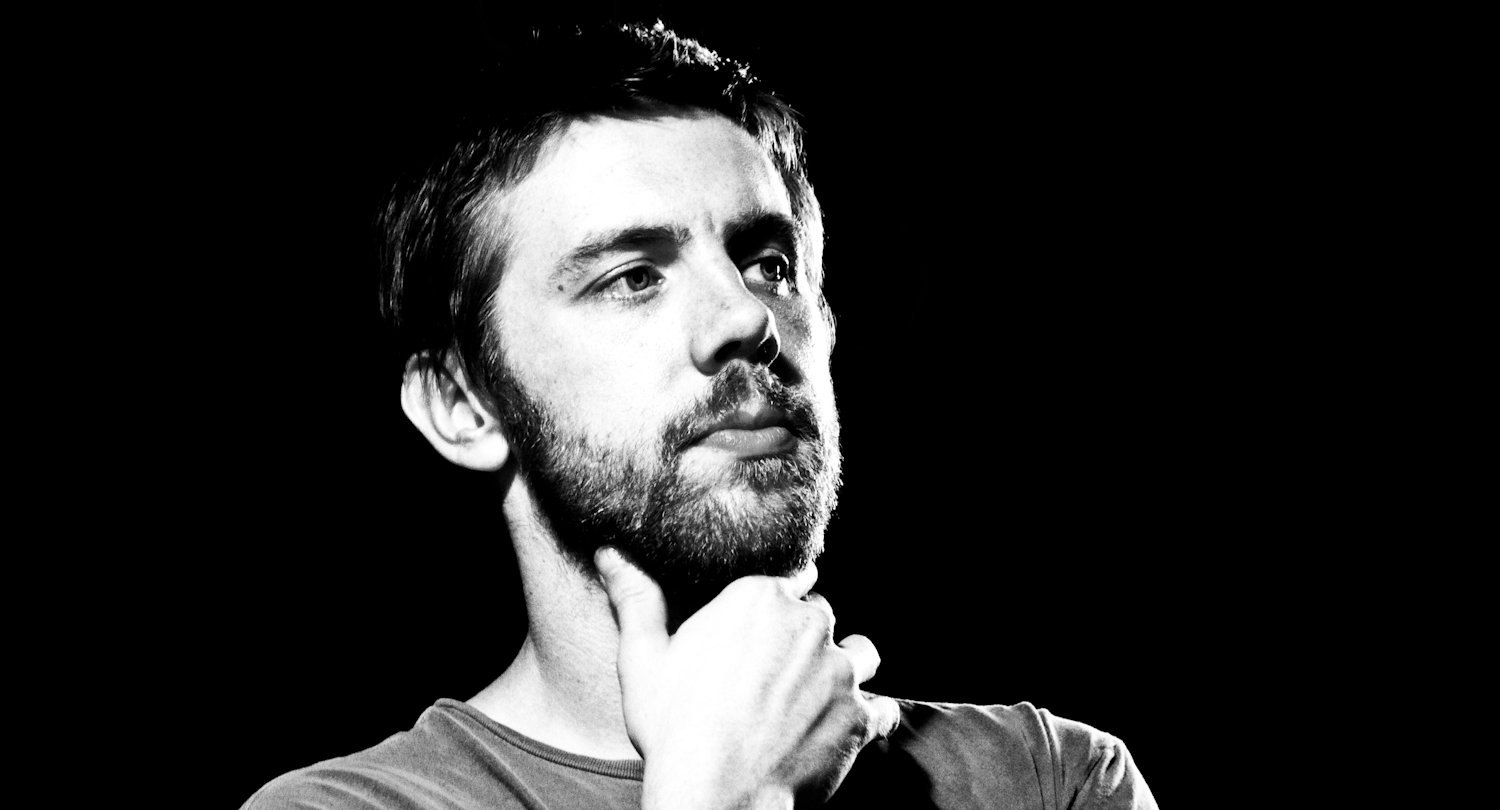
David Bruckner en 2009.

David Bruckner (nacido c. 1977) es un director de cine estadounidense. Coescribió y codirigió The Signal (2007). También ha coescrito y dirigido "Amateur Night" en la antología de terror V / H / S, y ha dirigido The Night House (2020).

## Historia temprana
Bruckner creció en Atlanta, Georgia . Su padre es detective de policía y su madre, enfermera de urgencias. Asistió a la Universidad de Georgia junto con AJ Bowen y Jacob Gentry. Los tres colaborarían más tarde con Dan Bush en The Signal (2007).

## Carrera profesional
Con Jacob Gentry y Dan Bush, Bruckner coescribió y codirigió The Signal . Los realizadores utilizaron sus conexiones en Atlanta para componer un equipo. El concepto surgió de un juego surrealista llamado exquisite corpse, en el que varias personas colaboran para completar un proyecto de arte. Cuando Gentry no pudo contribuir a la antología de terror V / H / S (2012), sugirió a Bruckner, quien finalmente coescribió y dirigió el segmento "Amateur Night". También lanzado en 2012, su cortometraje Talk Show aborda el debate sobre la tortura en los principales medios de comunicación. Bruckner estaba programado para dirigir un reinicio del Viernes 13 para Paramount Pictures, pero se informó que se fue a fines de 2015. Su película Southbound se estrenó en el Festival Internacional de Cine de Toronto de 2015 y fue elegida para su distribución por The Orchard para su estreno en 2016. En 2016, fue productor ejecutivo de SiREN, que se basó en su segmento V / H / S "Amateur Night". En 2017, lanzó su primera película dirigida en solitario, The Ritual, basada en la novela de terror de Adam Nevill. La película se estrenó en el Festival de Cine de Toronto y fue lanzada por Netflix. La película más reciente de Bruckner es el thriller sobrenatural The Night House, protagonizada por Rebecca Hall . Estrenada en cines el 20 de agosto de 2021, la película fue aclamada por la crítica. En 2020, se anunció que Bruckner estaría a cargo de un reinicio de Hellraiser .

## Premios y nominaciones
En 2008, Bruckner fue nominado para el premio Independent Spirit John Cassavetes junto con Gentry y Bush por The Signal .

## Filmografía
Cortometraje
| Año  | Título        | Director | Productor | Escritor | Editor                 | Notas                  |
| ---- | ------------- | -------- | --------- | -------- | ---------------------- | ---------------------- |
| 2007 | Crazy in Love | No       | Sí        | Sí       | segmento de The Signal |                        |
| 2011 | Talk Show     | Sí       | Sí        | Sí       | Sí                     |                        |
| 2012 | Amateur Night | Sí       | Sí        | Sí       | Sí                     | segmento de V / H / S  |
| 2015 | The Accident  | Sí       | Sí        | Sí       | Sí                     | segmento de Southbound |

Largometrajes
| Año  | Título          | Director | Productor ejecutivo | Escritor | Notas                   |
| ---- | --------------- | -------- | ------------------- | -------- | ----------------------- |
| 2016 | Sirena          | No       | Sí                  | No       | basado en Amateur Night |
| 2017 | El ritual       | Sí       | No                  | No       |                         |
| 2020 | La casa oscura  | Sí       | Sí                  | No       |                         |
| 2021 | Nadie sale vivo | No       | Sí                  | No       |                         |
| 2021 | V / H / S / 94  | No       | Sí                  | Sí       |                         |
| 2022 | Hellraiser      | Sí       | No                  | No       | Posproducción           |